# Дракон Лі
Дракон Лі (кит.: 貍花貓) — китайська порода котів. Вперше Дракон Лі був представлений світовому товариству на пекінській виставці 2003 року, і саме з цього моменту починається офіційний відрахунок даної екзотичної породи. Однак говорити про те, що Дракон Лі з'явився у 2010 році, було б не правильно. На своїй батьківщині Китаї, порода виникла давно і користується всенародною любов'ю, навіть не дивлячись на те, що лишається великою рідкістю.